# Лопатино (Краснобаковский район)
Лопа́тино — деревня в составе Чемашихинского сельсовета Краснобаковского района Нижегородской области.
Располагается на правом берегу реки Ветлуги.
По данным на 1999 год, численность населения составляла 22 чел.